# Werner Miller
Werner Miller (* 4. Dezember 1892 in Biberist; † 27. September 1959 in Buchegg) war ein Schweizer Maler.

## Leben
Sein Vater Oscar Miller war Papierfabrikant und Kunstsammler in Biberist. Werner Miller lernte im Elternhaus viele Künstler persönlich kennen. Nach der Matura und einer Ausbildung in Paris war er Schüler bei Ferdinand Hodler, Giovanni Giacometti und Cuno Amiet.
Eines seiner Werke mit dem höchsten Bekanntheitsgrad ist das Bild Gstaad der touristischen Reklamemalerei in der Schalterhalle des Bahnhofs Basel. Zu seinen Künstlerfreunden zählten Fritz Zbinden, Hans Berger, Hans Jauslin und Ernst Morgenthaler. Er betätigte sich auch als gelegentlicher Schriftsteller und Sänger.
Posthum fanden Ausstellungen im Atelier von Fritz Zbinden am Horgerberg sowie im Schlösschen Vorder-Bleichenberg in Biberist statt. Einzelne seiner Werke finden sich in der festen Sammlung des Schlösschens Vorder-Bleichenberg. Ebenso ist der Kachelofen in seinem ehemaligen Wohnhaus in Buchegg ein bemerkenswertes Objekt.